# Tomáš, 1. hrabě z Norfolku
Tomáš, 1. hrabě z Norfolku (1. červen 1300 – 4. srpen 1338) byl synem krále Eduarda I. Anglického a jeho druhé manželky Markéty Francouzské, a mladším nevlastním bratrem Eduarda II. Zastával úřad Earl Marshal Anglie.

## Časný život
Tomáš se narodil 1. června 1300 jako pátý syn anglického krále Eduarda I., a jako nejstarší syn z jeho druhého manželství s Markétou, dcerou francouzského krále Filipa III. Narodil se v kaštele v Brothertonu, Yorkshire, během matčiny cesty do Cawoodu, kde se konal porod. Podle Hiltona, Markéta bydlela na hradě Pontefract a bylo právě po honu, když na ni přišly porodní bolesti. Kronikář William Rishanger zaznamenal, že během obtížného porodu se matka modlila, jak bylo v té době zvykem, k Tomáši Becketovi, a Tomáš Brotherton byl tak pojmenován po tomto světci a místě narození.
Eduard I. rychle spěchal ke královně a novorozenci. Jeho bratr Edmund se narodil o ro později. Dokud jim nebylo šest let, dohlížela na ně kojná. Stejně jako jejich rodiče, se naučili hrát šachy a jezdit na koni. Navštívili je šlechtici a jejich nevlastní sestra Marie z Woodstocku, která byla jeptiškou. Jejich matka často doprovázela Eduarda na jeho taženích do Skotska, ale stále se informovala o jejich zdraví.
Jeho otec zemřel, když mu bylo sedm let. Tomášův nevlastní bratr, Eduard, se stal králem a Tomáš byl dědicem království, dokud se v roce 1312 nenarodil jeho synovec Eduard. Hrabství Cornwall bylo určeno pro Tomáše, ale Eduard ho místo toho daroval svému oblíbenci, Piersi Gavestonovi. Když bylo Tomášovi 10 let, Eduard jemu a Edmundovi udělil statky Rogera Bigoda, 5. hraběte z Norfolku, který zemřel bez dědiců v roce 1306.

## Kariéra
V roce 1312, byl nazýván "hrabětem z Norfolku" a 10. února 1316 byl jmenován Earlem Marshalem. Zatímco jeho bratr bojoval ve Skotsku, byl ustanoven Správcem Anglie. Byl známý svou horkou a násilnou povahou. Byl jednou z mnoha obětí nekontrolované chamtivosti králova nového oblíbence, Huga Despensera Mladšího a jeho otce Huga Despensera Staršího, kteří ukradli některé pozemky mladého hraběte. Spojil se s královnou Izabelou a Rogerem Mortimerem, když v roce 1326 napadli Anglii, a byl jedním z porotců v soudních jednáních proti oběma Despenserům. Když jeho synovec Eduard III. dosáhl dospělosti a ujal se vlády, stal se Tomáš jedním z jeho hlavních poradců. V bitvě u Halidon Hill 19. července 1333 velel pravému křídlu anglické armády jako Lord Marshal.
Zemřel asi 4. srpna 1338, a byl pohřben v Bury St Edmunds Abbey.
Jeho následnicí se stala jeho dcera Markéta, jako hraběnka z Norfolku. V roce 1397 se stala vévodkyní z Norfolku.
Jako syn Eduarda I., byl oprávněn nosit erb království Anglie.

## Manželství a potomci
Poprvé se oženil před 8. lednem 1326, s Alicí de Hares, dcerou sira Rogera de Hales. Měli spolu tři děti:
- Eduard z Norfolku
- Markéta z Norfolku
- Alice z Norfolku

Alice de Hales zemřela v říjnu 1330.
Tomáš se podruhé oženil před 4. dubnem 1336 s Marií de Brewes, vdovou po siru Ralfovi de Cobham. Neměli spolu žádné přeživší potomky.